# Sarahart
Sarahart (en arménien Սարահարթ ) est une communauté rurale du marz de Lorri en Arménie. En 2008, elle compte 1 453 habitants.